# Heron Quays (DLR)
Station Heron Quays is een station van de Docklands Light Railway in het gebied Canary Wharf in de Londense borough Tower Hamlets in het oostelijk deel van de metropool Groot-Londen. Het station werd in 1987 in gebruik genomen. Het ligt tussen de stations South Quay en Canary Wharf.